# Heeresfliegerkommando 1
Das Heeresfliegerkommando 1 (HFgrKdo 1) war eines der Heeresfliegerkommandos des Heeres der Bundeswehr. Der Standort war zuletzt Rheine. Das Kommando war Teil der Korpstruppen des I. Korps.

## Aufträge
Das Heeresfliegerkommando bündelte auf Ebene des Korps die Hubschrauber der Heeresfliegertruppe. Die sonstigen dem Korps unterstellten Truppenteile wiesen um 1989 keine größeren Verbände der Heeresfliegertruppe auf. Lediglich die Divisionstruppen jeder unterstellten Division verfügten in der Heeresstruktur IV über eine Staffel mit Verbindungshubschraubern Alouette II. Um 1989 verfügte der Kommandeur des Heeresfliegerkommandos über Verbindungshubschrauber Bo-105M und Alouette II, die Transporthubschrauber LTH UH-1D und MTH CH-53G sowie Panzerabwehrhubschrauber Bo-105P. Das Kommando unterstützte die Divisionen und Brigaden des Korps bei der Logistik und im Gefecht der verbundenen Waffen auf dem Gefechtsfeld. Dort wurden sie vor allem zur Aufklärung und Panzerabwehr eingesetzt. Der Befehlshaber des Korps konnte die Transporthubschrauber auch einsetzen, um die im Verteidigungsfall als Reserve unterstellten Fallschirmjäger einer der Luftlandebrigaden schnell an Schwerpunkte zu verlegen. Insgesamt entsprach die Größe des Heeresfliegerkommandos mit etwa 5600 Angehörigen in etwa der Stärke einer der Brigaden des Feldheeres.

## Gliederung
Um 1989 gliederte sich das Heeresfliegerkommando grob in:
- Stab/Stabsstaffel Heeresfliegerkommando 1, Rheine (Heeresflugplatz Rheine-Bentlage)
  -  Heeresfliegerstaffel 100 (GerEinh), Rheine
  -  Heeresfliegerinstandsetzungsstaffel 102, Rotenburg (Wümme) (Flugplatz Rotenburg)
  -  Heeresfliegerausbildungsstaffel 8/I, Rotenburg (Wümme)
  -  Heeresfliegerregiment 10, Faßberg (Fliegerhorst Faßberg)
  -  Heeresfliegerregiment 15, Rheine
  -  Heeresfliegerregiment 16, Celle-Wietzenbruch (Heeresflugplatz Celle)

## Geschichte
Das Heeresfliegerkommando 1 wurde 1971 zur Einnahme der Heeresstruktur III in Münster aufgestellt. Zur Aufstellung des Stabes wurde der Korpsheeresfliegerkommandeur 1 herangezogen, der von 1959 bis zur Umgliederung 1971 ebenfalls in Münster beheimatet war. 1984 verlegte der Stab von der Münsteraner Lützow-Kaserne am Flugplatz Münster-Handorf in die Theodor-Blank-Kaserne am Heeresflugplatz Rheine-Bentlage.
Das Heeresfliegerkommando wurde nach Ende des Kalten Krieges Ende März 1994 etwa zeitgleich mit der Umgliederung des I. Korps zum 1. Deutsch-Niederländischen Korps außer Dienst gestellt. Einige der bisher unterstellten Truppenteile wechselten später zur Luftmechanisierten Brigade 1. Letzter Kommandeur war von 1989 bis 1994 Brigadegeneral Fritz Garben.

## Verbandsabzeichen

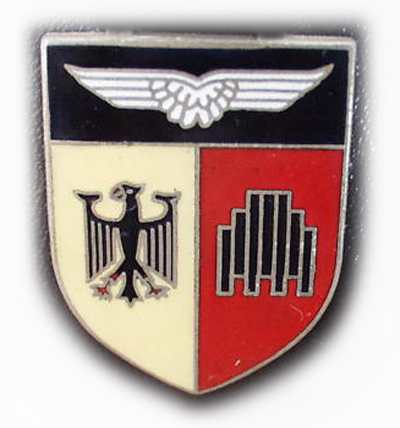
Internes Verbandsabzeichen des Stabes/Stabsstaffel

Das Heeresfliegerkommando führte aufgrund seiner Ausplanung als Teil der unselbständigen Korpstruppen kein eigenes Verbandsabzeichen. Die Soldaten trugen daher das Verbandsabzeichen des übergeordneten Korps.
Als „Abzeichen“ wurde daher unpräzise manchmal das interne Verbandsabzeichen des Stabes und der Stabsstaffel „pars pro toto“ für das gesamte Heeresfliegerkommando genutzt. Es zeigte eine Schwinge ähnlich wie im Barettabzeichen der Heeresfliegertruppe, den Bundesadler und den Giebel des alten Münsteraner Rathauses.